# 阿波市役所
阿波市役所（あわしやくしょ）は、日本の地方公共団体である徳島県阿波市の執行機関としての事務を行う施設（役所）である。

## 沿革
- 2005年（平成17年） - 板野郡吉野町・土成町・阿波郡市場町・阿波町が合併して阿波市が誕生、旧阿波町役場を新たに阿波市役所として設置。
- 2013年（平成25年）3月27日 - 市場町に新市庁舎の起工式と安全祈願祭を開催[1]。
- 2014年（平成26年） - 市場町に新市庁舎が完成し市役所を移転。市場支所を廃止し、旧阿波町役場にあった旧市庁舎を阿波支所に変更。

## 本庁舎
位置
- 〒771-1695 徳島県阿波市市場町切幡字古田201番地1

建物
- 鉄筋コンクリート地上3階建て延べ9547平方メートル。

## 支所
| 支所     | 位置                          | 備考                       |
| -------- | ----------------------------- | -------------------------- |
| 阿波支所 | 阿波市阿波町東原173番地       | 旧阿波町役場・旧阿波市役所 |
| 土成支所 | 阿波市土成町土成字丸山1番地1  | 旧土成町役場               |
| 吉野支所 | 阿波市吉野町西条字大西60番地1 | 旧吉野町役場               |